# Demodes
Demodes is een kevergeslacht uit de familie van de boktorren (Cerambycidae). De wetenschappelijke naam van het geslacht werd voor het eerst geldig gepubliceerd in 1842 door Newman.

## Soorten
Demodes omvat de volgende soorten:
- Demodes albomaculata Breuning, 1939
- Demodes bimaculata Breuning, 1947
- Demodes conspersa (Aurivillius, 1914)
- Demodes frenata (Pascoe, 1857)
- Demodes immunda Newman, 1842
- Demodes javanica Breuning, 1950
- Demodes malaccensis (Breuning, 1935)
- Demodes mindanaonis Breuning, 1939
- Demodes siporensis Breuning, 1939
- Demodes subconspersa Breuning, 1950
- Demodes vittata Gahan, 1906